# Saussay, Seine-Maritime
Saussay är en kommun i departementet Seine-Maritime i regionen Normandie i norra Frankrike. Kommunen ligger i kantonen Yerville som tillhör arrondissementet Rouen. År 2022 hade Saussay 379 invånare.

## Befolkningsutveckling
Antalet invånare i kommunen Saussay
| Referens: INSEE |